# Hilversumse tapijtindustrie
Deze uiteenzetting behandelt de Hilversumse tapijtindustrie voornamelijk gezien via het bedrijf van de familie Veen die in 1988, na ruim 200 jaar, als laatste uit Hilversum vertrok.

## Het begin
De tapijtindustrie vindt zijn oorsprong in het weven. In het midden van de 17e eeuw is het weversvak op uitgebreide schaal ter hand genomen. Men weefde toen in opdracht van Naarden en Amsterdam lakense (wollen) stoffen en een eeuw later rond 1750 namen zogenaamde fabrikeurs zelf het gehele productieproces in eigen hand, dat wil zeggen van inkoop, verwerking tot diverse producten en de afzet.
In 1772 waren er circa 42 fabrikeurs in Hilversum, waaronder Gerrit Lamberts Veen (1734-1784). De producten bestonden, buiten de wollen lakense stoffen, vooral uit gestreepte kleurige stoffen, die “Hilversums Gestreept” genoemd werden. In 1752 werd het fabriceren van tapijten uit koehaar door een Hilversumse timmerman Dirk Eijlders uitgevonden. In 1781 werd hiervoor een octrooi van 25 jaar verleend. De uitvinding bestond uit een molen voor het uit elkaar kloppen van het haar en het verdrijven van het stof en kalk van de leerlooierij. De productie van koeharen tapijten werd groot aangepakt en was zeer succesvol doordat de grondstoffen goedkoop waren. Eind 19e eeuw kwam de productie tot een einde daar andere en betere gesponnen garens ter beschikking kwamen.

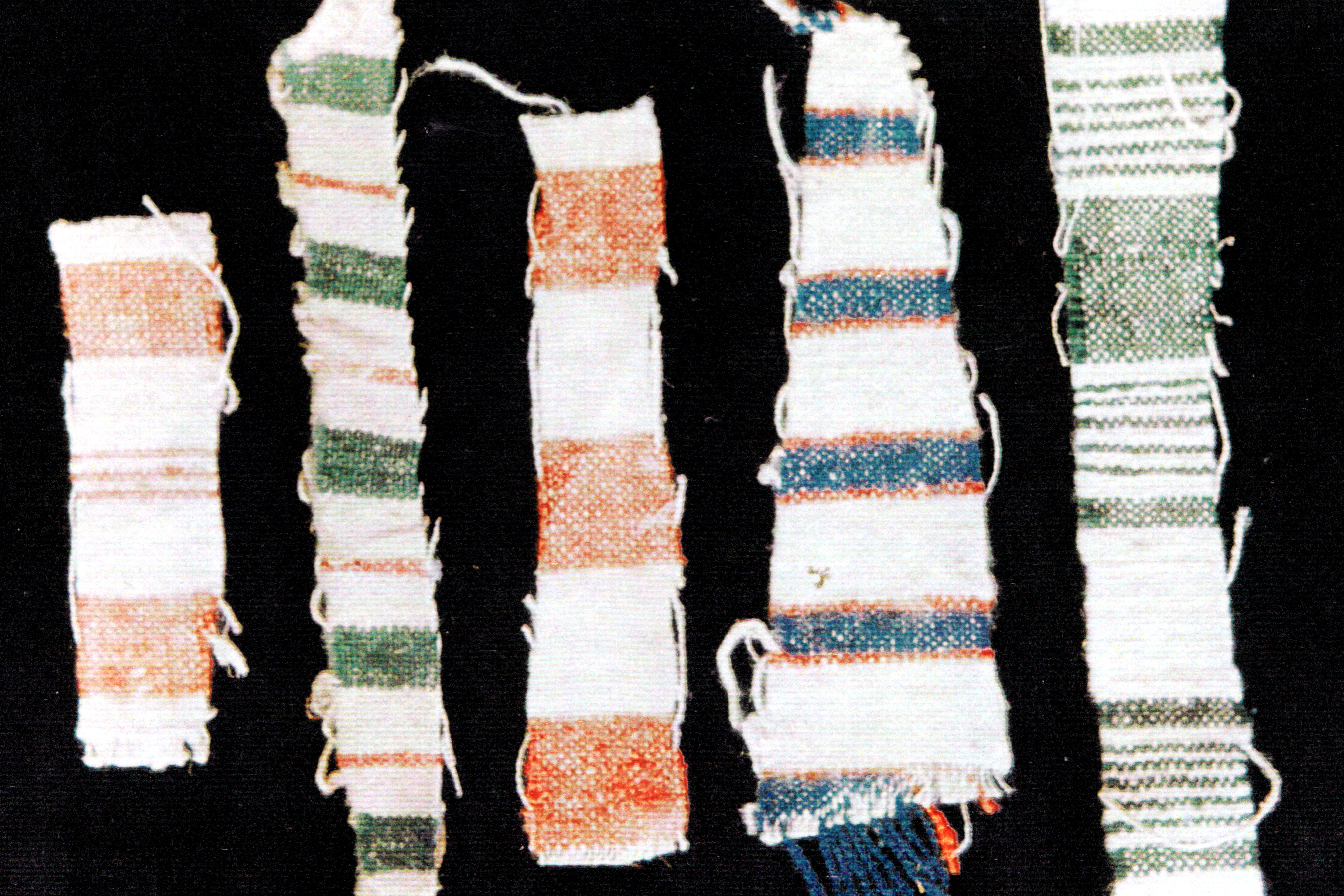
Voorbeelden van Hilversum Streep

## Vroege export
Er werd niet alleen voor de binnenlandse markt geproduceerd, maar na 1850 ook geëxporteerd, waaronder Duitsland en de Scandinavische landen en zelfs Rusland. In overgeleverde brieven uit juni 1866 van L.J. van der Heijden (1800-1880) wordt dit bevestigd uit de reizen die hij maakte naar die landen.
Ook door een bewaarde lezing van Adrianus Veen (1821-1851), gehouden in 1850 voor collega tapijtfabrikanten, wordt dit bevestigd. Er werden zelfs zogenaamde bidkleedjes naar de “Oriënt” geleverd.
(De originele brieven en lezing zijn nog in de collectie van B.M. Veen)

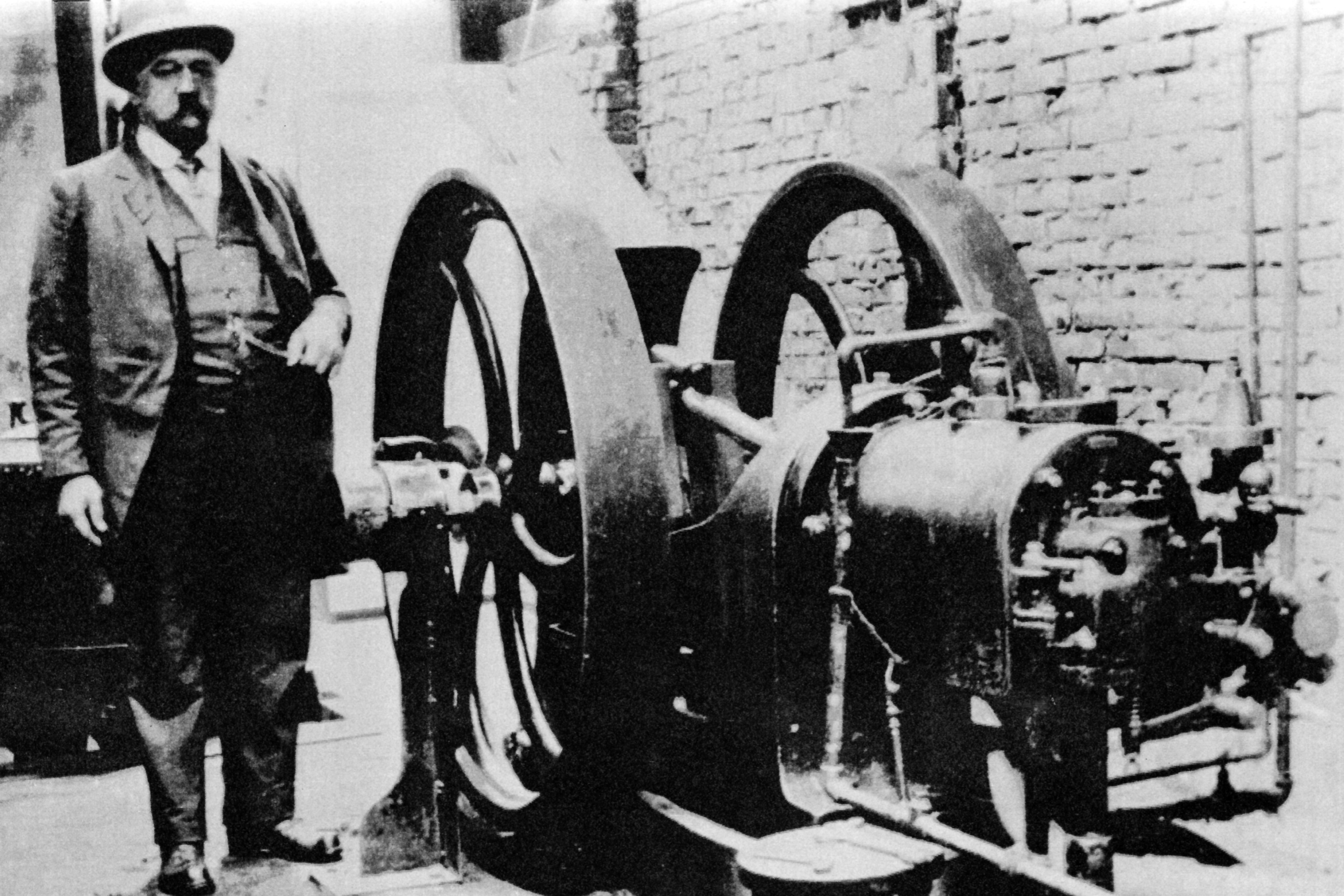
De gasmotor in 1926

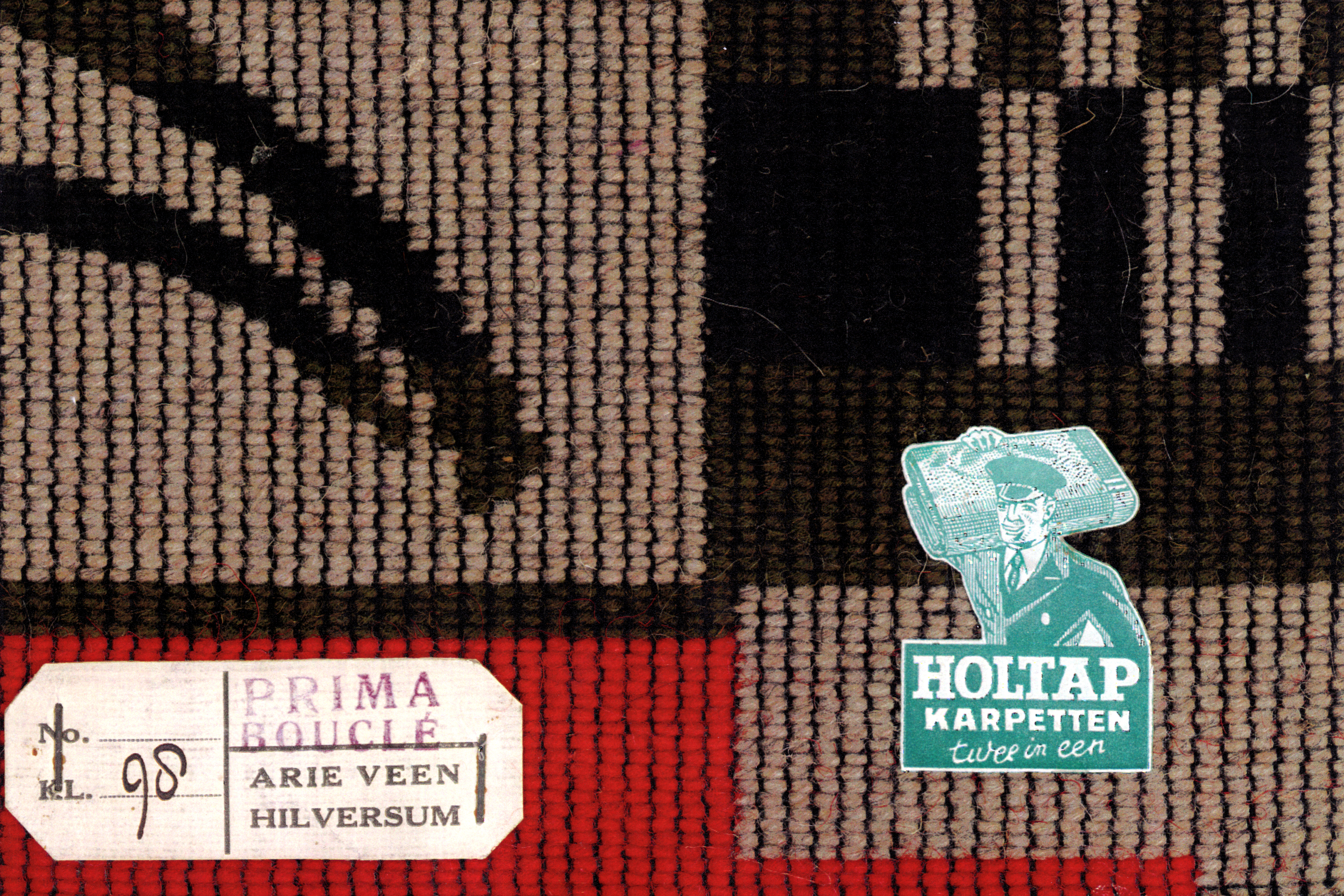
Holtap karpet

## Overgang naar machinale productie
Na de introductie van het jacquardtapijt rond 1840 werden geometrische patronen mogelijk. Omstreeks 1880 werd het machinaal weven ingevoerd door het in gebruik nemen van stoommachines die later vervangen werden door met stadsgas aangedreven verbrandingsmotoren (gasmotor). Zo ook bij de firma Arie Veen waar de gasmotor in 1909 zijn intrede deed.
Adrianus Nicolaas Veen (1851-1930) nam het bedrijf omstreeks 1878 over, en breidde de fabriek verder uit. Aanvankelijk onder de naam “Tapijtfabriek Arie Veen” en uiteindelijk onder de naam “Machinale Weverijen Arie Veen” nadat hij in 1909 overgegaan was op machinale productie, met behulp van een gasmotor.
Adrianus Gerardus Veen (1885-1948) nam het bedrijf in 1916 over en maakte het tot een succes. De producten waren toen Holtapkarpetten en -lopers. Veen werd ook wel de “Holtapkoning” genoemd.

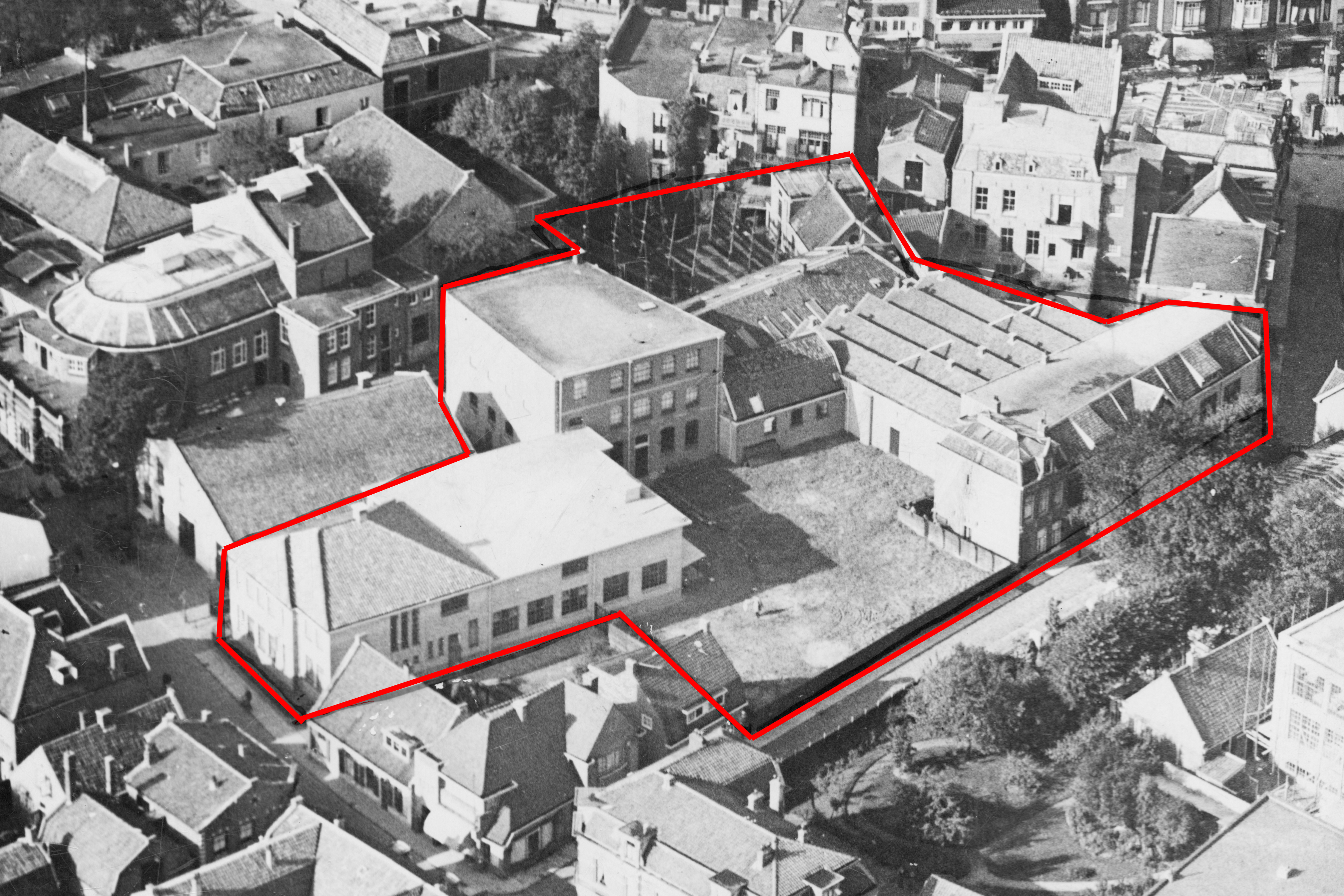
Fabriek in Hilversum 1933

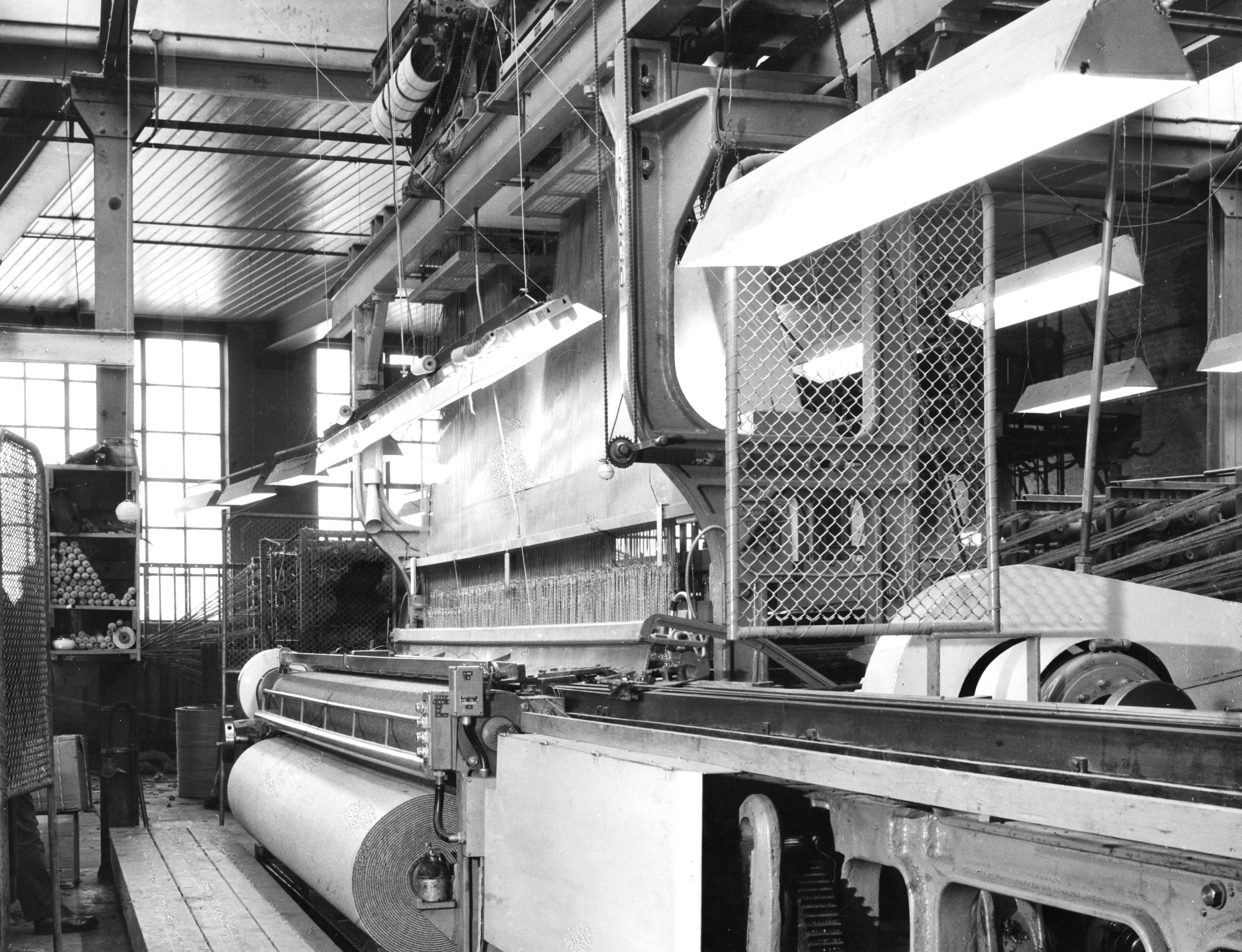
Weefgetouw

## De moeilijke jaren
Het bedrijf heeft zich met moeite staande kunnen houden tijdens de crisis van de jaren dertig, gevolgd door de stillegging door de bezettende macht in 1942.

Door een toeval werd het machinepark niet verschroot ten behoeve van de Duitse oorlogsindustrie. Een PTT-beambte onderschepte de inventarislijst, waarop alle machines vermeld stonden, waardoor deze de Duitse bezetter nooit bereikt heeft.
De zoon van Adrianus Gerardus Veen, Ad Veen (1916-1977), was al sinds 1936 werkzaam in het bedrijf en heeft in 1946 samen met zijn broer Karel Veen (1920-1994) de productie met vallen en opstaan weer op gang gebracht. Aanvankelijk werden alleen meubelstoffen geproduceerd, hoofdzakelijk voor de Engelse markt. Toen er meer grondstoffen ter beschikking kwamen, werd ook geleidelijk de tapijtproductie weer ter hand genomen in de vorm van pluche karpetten onder de naam “Aveha”. Na de dood van vader Adrianus in 1948 werd het bedrijf door de beide broers voortgezet.

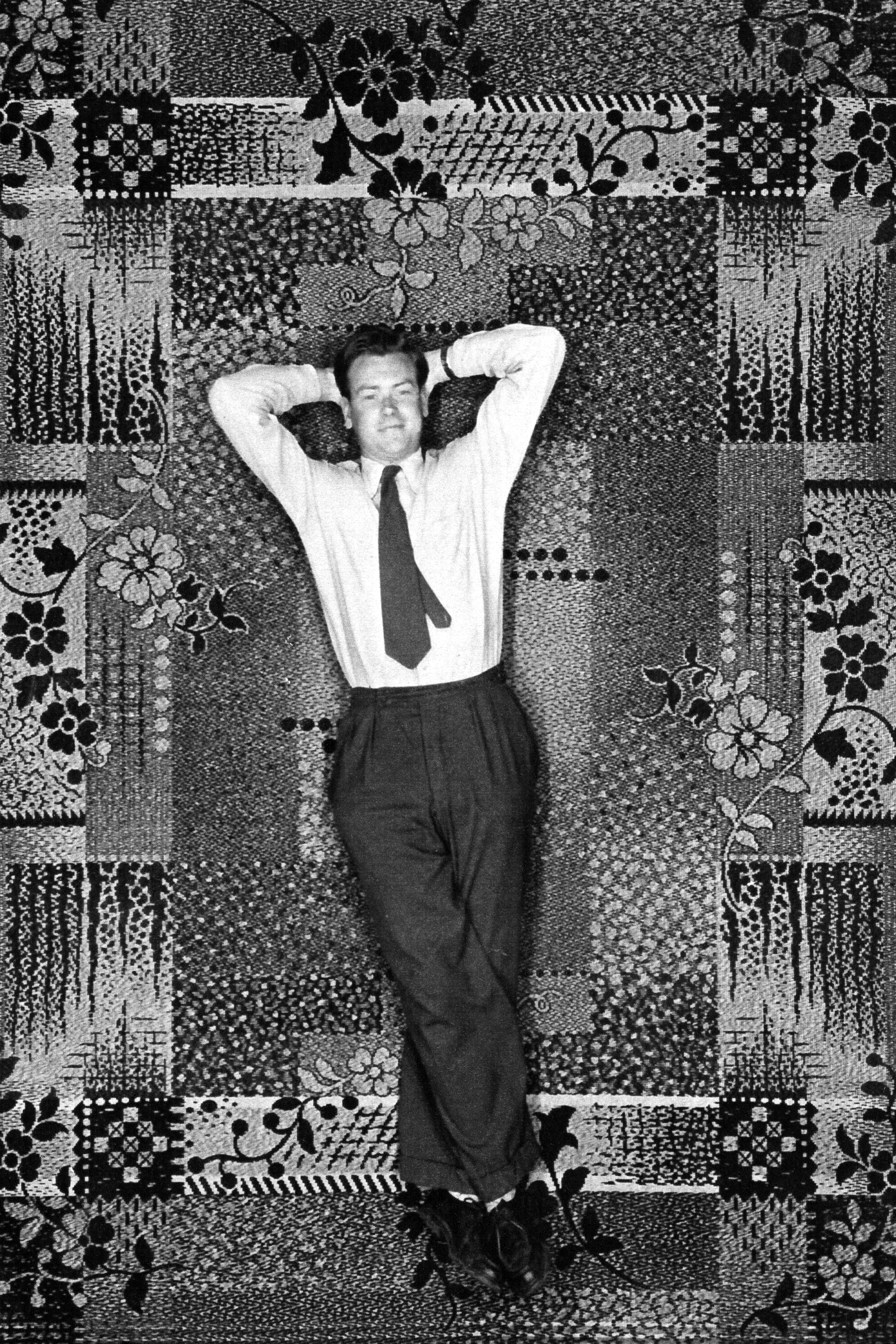
Holtap tapijt 1953

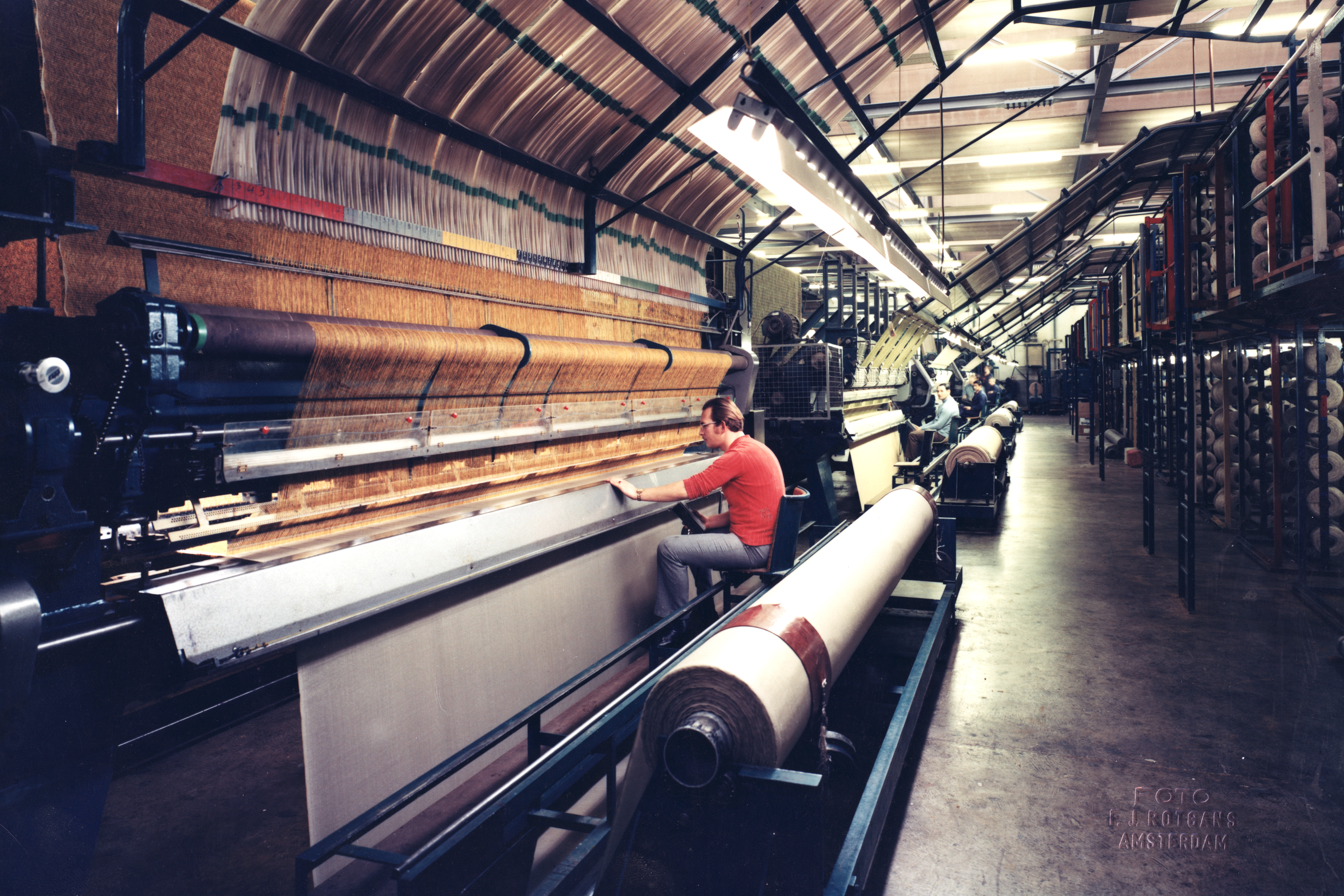
Tuftmachines in Soest 1977

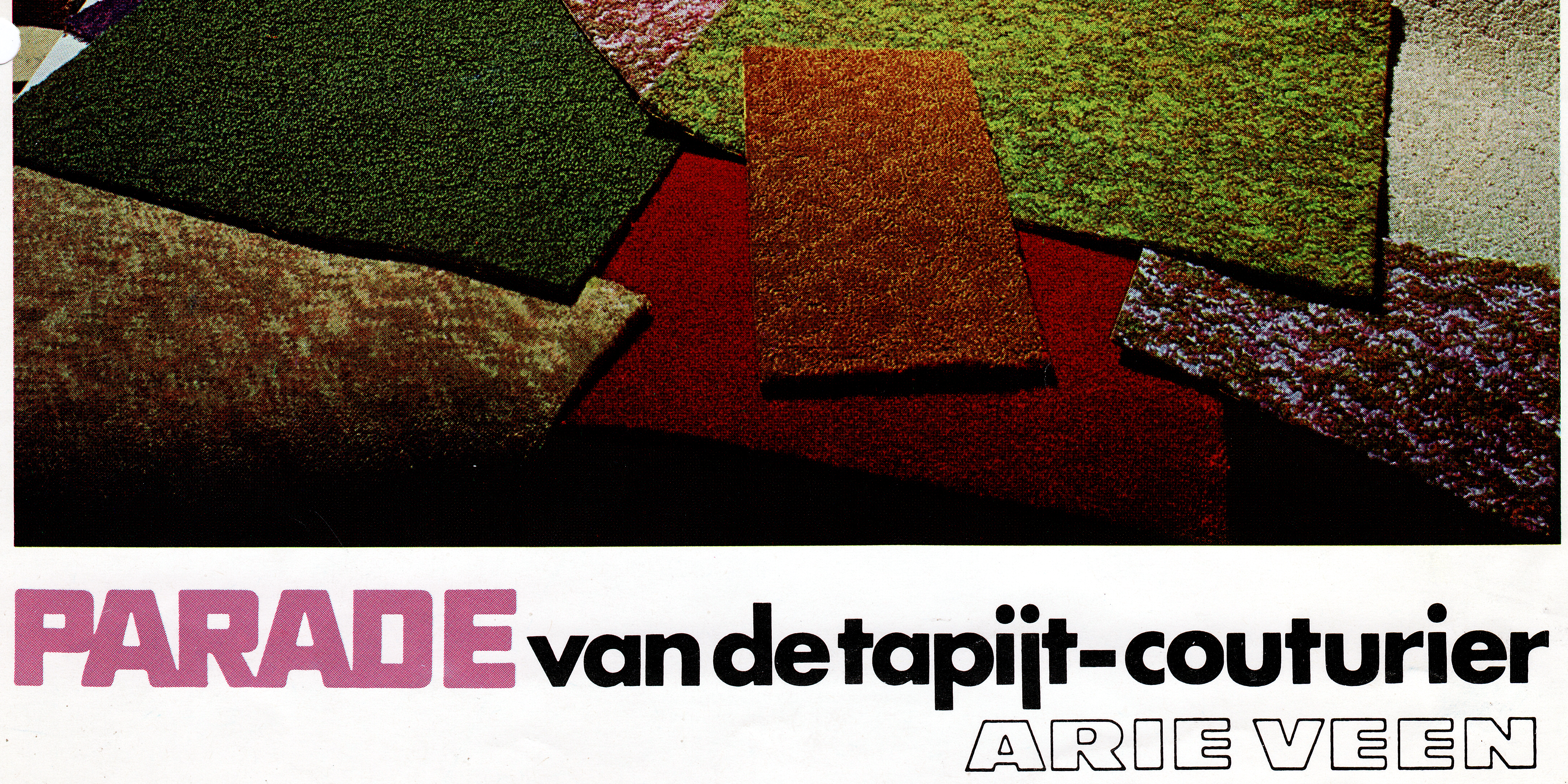
Parade tapijt

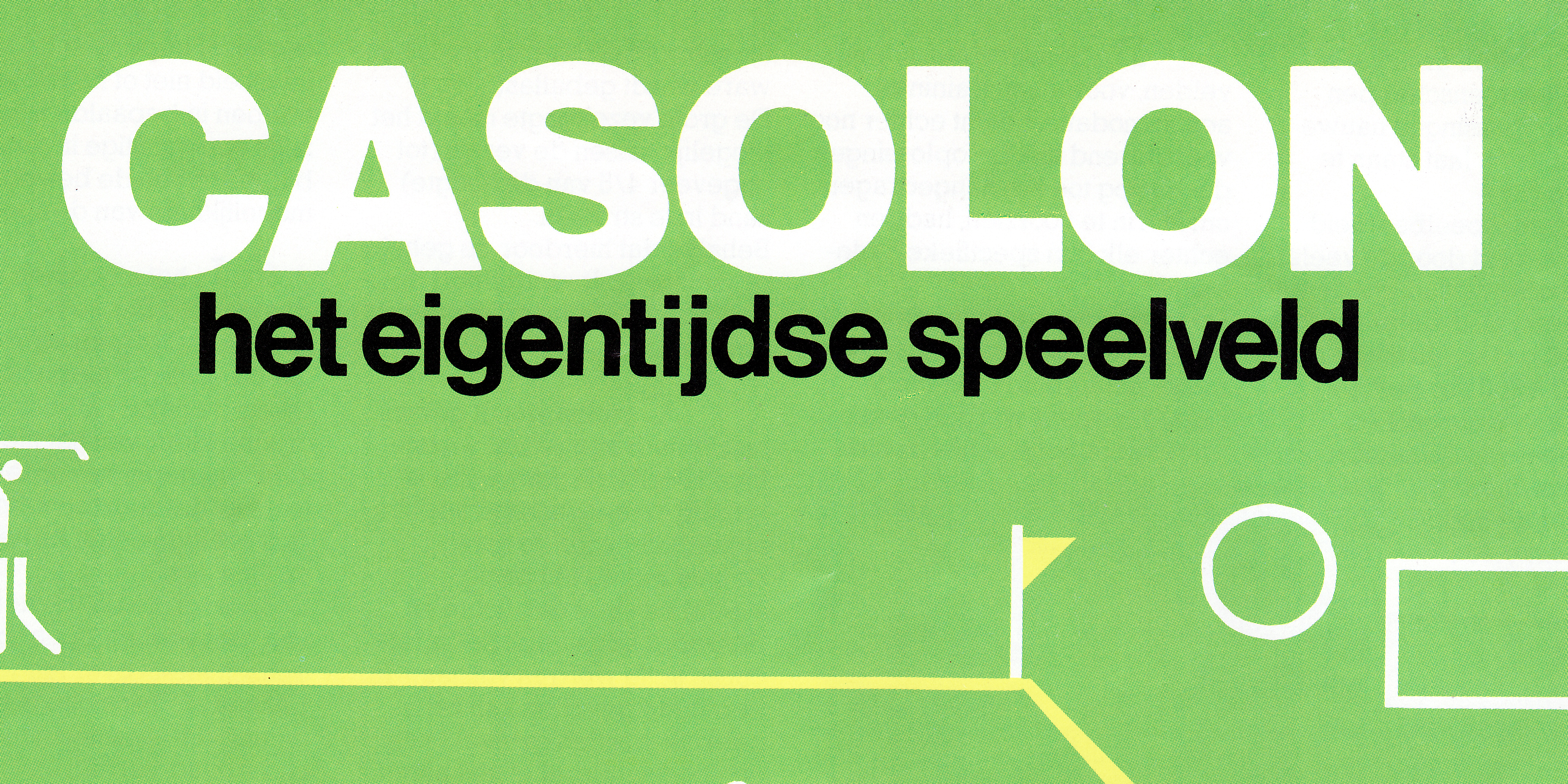
Casolon kunstgras

## De gloriejaren
Toen pas enige jaren na de Tweede Wereldoorlog het vernieuwen van het productieapparaat mogelijk werd, en de beide broers behoefte hadden aan technische ondersteuning om deze vernieuwingen mede te begeleiden, werd Ben Veen (geb. 1929) de kans geboden om eind 1952 als partner opgenomen te worden.
Het bedrijf was tot dan toe zeer succesvol met de productie van karpetten onder andere voor IKEA en de vraag naar vaste vloerbedekking voor de Nederlandse markt werd steeds sterker.
Broer Ad ontwikkelde een vloerbedekking uit hoogwaardige haargarens op een breedte van 130 cm. Deze maat kwam overeen met de breedte van de kamers bij de nieuwbouw van circa 380 tot 390 breed. Tot dan toe was de gangbare breedte 100 cm. Door de maat van 130 cm was er een naad minder voor die kamerbreedte. Het werd gebracht onder de naam “Parade Tapijt”.
Bij een vergelijkend warenonderzoek door de Consumentenbond in 1958 naar vaste vloerbedekking kwam Parade Tapijt veruit als beste uit de test. Door de grote naamsbekendheid die daar het gevolg van was, werd besloten alle vaste vloerbedekking onder die naam op de markt te brengen.
Begin jaren zestig werden zogenaamde breedweefgetouwen geplaatst en werd het bedrijf verder vergroot door de bouw van een magazijn en voor verdere opslag.
Tegelijkertijd ontstond er in Engeland en Amerika een nieuwe productiemethode voor tapijt. Niet geweven, maar een methode om garens in lusvorm en/of gesneden in een drager te vernaalden en deze aan de onderkant te verlijmen. In het kort “tuften” genoemd. Deze productiemethode vereiste echter veel ruimte, welke in Hilversum niet voorhanden was. Daardoor werd er besloten buiten Hilversum naar ruimte te zoeken om die nieuwe productiemethode te kunnen toepassen. Deze werd in 1965 in Soest gevonden, waar in drie fasen hallen werden gebouwd. Er werd gestart met één tuftmachine en een afwerking-/coatmachine, waarmee in de startfase twee soorten 4 meter breed tapijt werden geproduceerd ook onder de naam “Parade Tapijt”. Deze werden een zo doorslaand succes, dat het gehele terrein binnen enkele jaren was volgebouwd.
Tevens werd hier, vanaf begin jaren tachtig, kunstgras gemaakt onder de merknaam "Casolon". Hiermee werden in binnen en buitenland voornamelijk velden aangelegd voor voetbal, hockey en tennis. Uniek van dit kunstgras was dat het afgevuld werd met zand. Dit resulteerde in een beter balgedrag en minder brandwonden bij slidings dan het traditionele kunstgras.
Beide bedrijven (Hilversum en Soest) vielen onder de houdstermaatschappij “Machinale Weverijen Hilversum”.

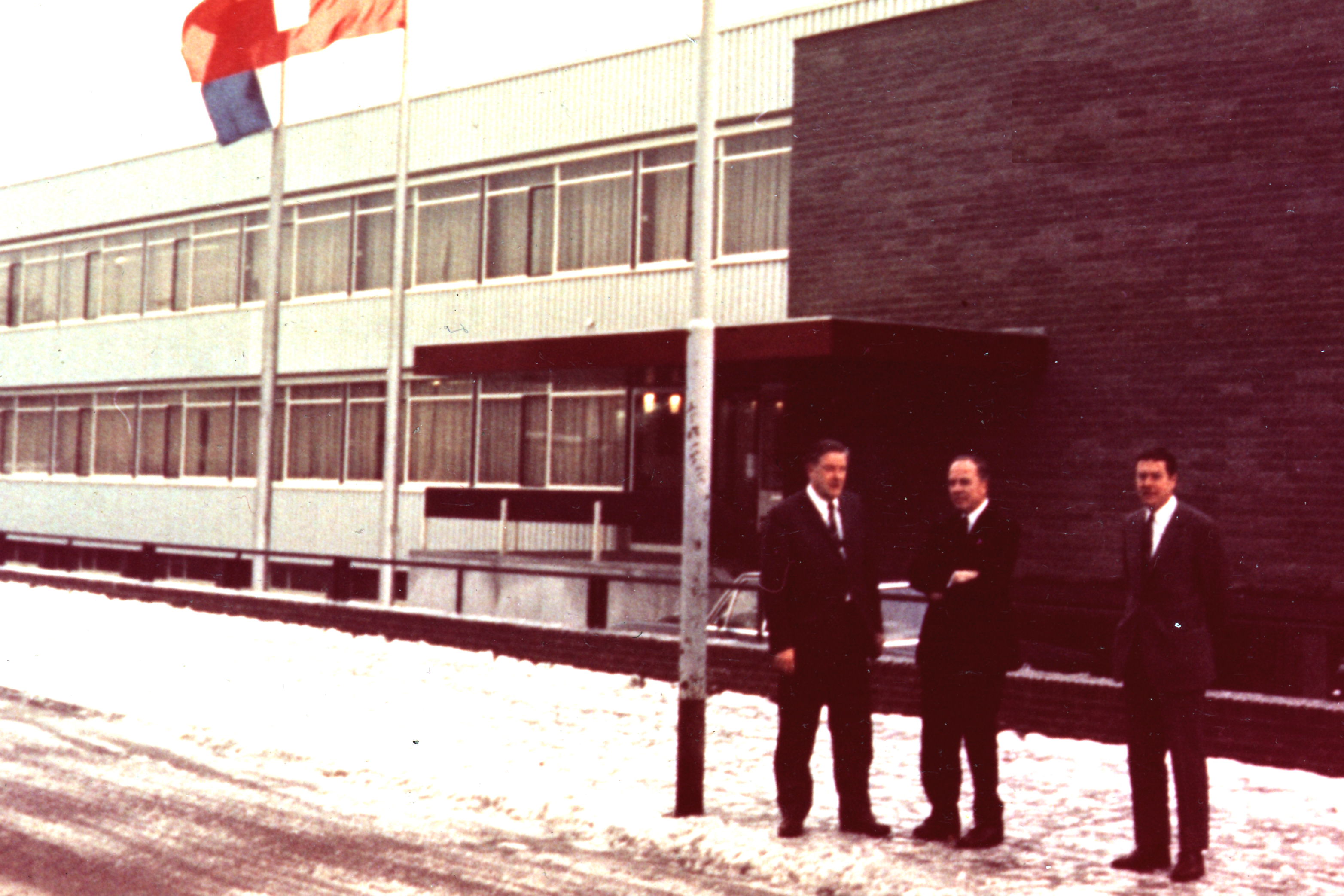
Ad, Karel en Ben 1970

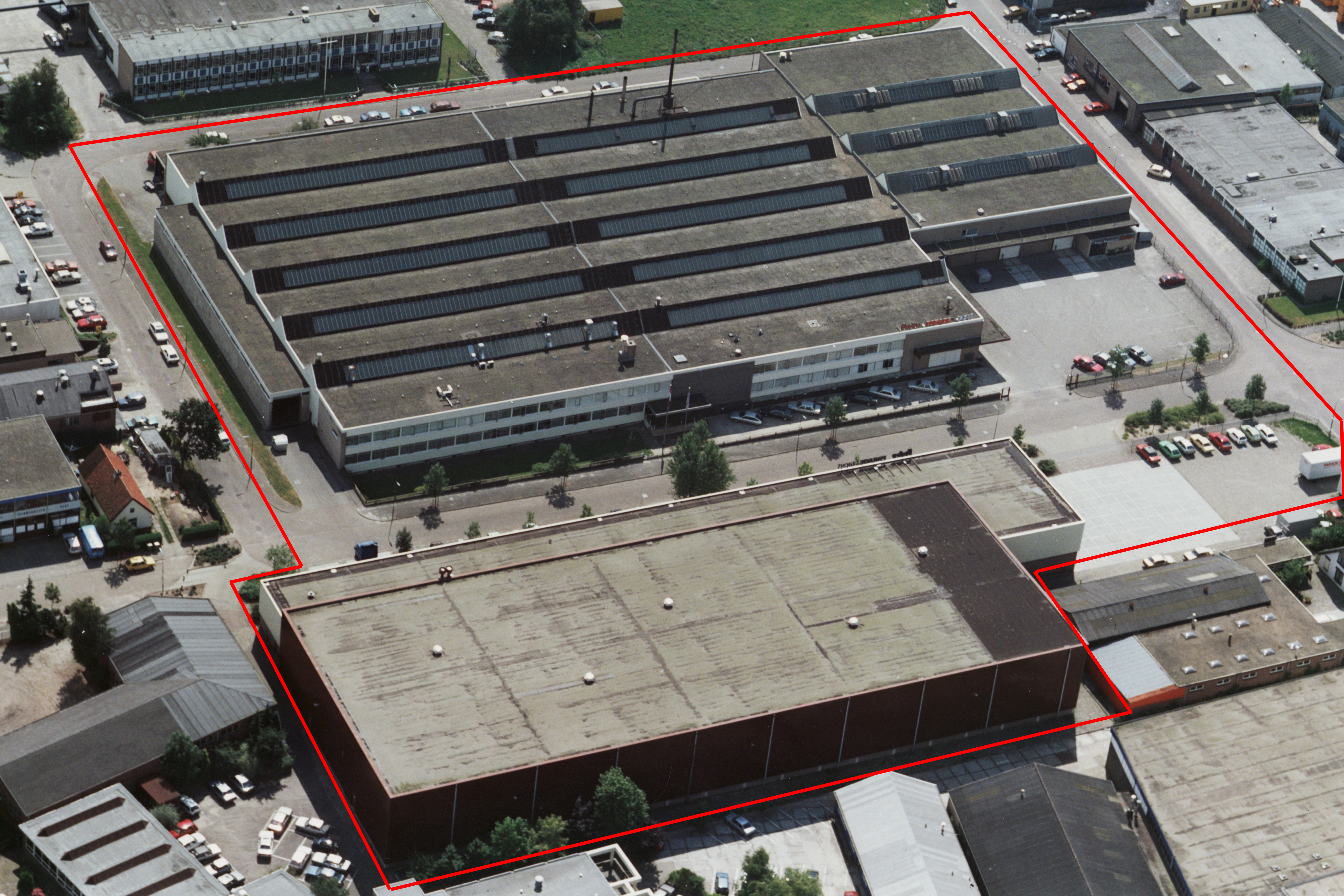
Forbo Parade Tapijt Soest, jaren tachtig

## Het einde van een tijdperk
Adrianus Veen (1914-1977) heeft samen met zijn twee broers Karel en Ben het bedrijf groot gemaakt, aanvankelijk onder de naam Arie Veen, later onder de merknaam Parade Tapijt. De drie broers werden de ABC-broeders genoemd.
In 1970 werd het gehele aandelenpakket, tot dan toe in handen van de familie, verkocht aan het Zwitserse Forbo. Ad verliet in 1974 het bedrijf gevolgd door broer Karel in 1976.
De Hilversumse locatie, waar uitsluitend al het weefwerk plaatsvond, sloot in 1988 haar deuren. In 1994 zijn de gebouwen afgebroken om plaats te maken voor woningbouw. Dit betekende feitelijk het einde van de Hilversumse tapijtindustrie. De gebouwen op de locatie Weteringpad in Soest bestaan nog steeds. In 1995 zijn ze over gegaan van Forbo naar Enia Carpet Nederland B.V. via een "buyout". Begin 2010 heeft de Desso Group Enia weer overgenomen.  Rond 2014 heeft Desso de gebouwen verkocht en nu zitten er diverse, niet tapijt gerelateerde, bedrijven in.
Met de pensionering van Ben, de 7e generatie, in 1989 werd een meer dan 200 jaar oude familietraditie afgesloten.